# Frederick Newmeyer
Frederick Newmeyer (Filadélfia, 30 de janeiro de 1944) é um linguista estadunidense, professor emérito da Universidade de Washington e professor adjunto da Universidade da Colúmbia Britânica e da Universidade de Simon Fraser. Ele publicou extensivamente sobre sintaxe teórica, em especial sob o foco da gramática gerativa, e, na década de 1990, ajudou a renovar o interesse pela origem da linguagem, sendo um dos pesquisadores pioneiros desta área na linguística moderna.

## Obras
- 2005. Possible and Probable Languages: A Generative Perspective on Linguistic Typology. Oxford: Oxford University Press.
- 1998. Language Form and Language Function.  Cambridge, MA:  MIT Press.
- 1996. Generative Linguistics: A Historical Perspective.  London: Routledge.
- 1986. The Politics of Linguistics. Chicago: University of Chicago Press. Japanese translation 1994, Tokyo: Iwanami Shoten Publishers. Arabic translation 1997, Abha (Saudi Arabia): The Literary Club. Persian translation 2002, Ney (Iran).
- 1983. Grammatical Theory: Its Limits and Its Possibilities. Chicago: University of Chicago Press. Malay translation 1996, Kuala Lumpur: Dewan Bahasa dan Pustaka.
- 1980. Linguistic Theory in America: The First Quarter Century of Transformational Generative Grammar. New York: Academic Press. Second edition 1986. First edition translated into Spanish  1982, Madrid: Alianza Editorial. Translations of second edition: Korean 1995, Seoul: Kul Press. Chinese 1998, Taipei: Crane Publishing Co, Ltd.; Japanese translation under contract.
- 1975. English Aspectual Verbs. The Hague: Mouton and Company.